# Nuits (Yonne)
Nuits és un municipi francès, situat al departament del Yonne i a la regió de Borgonya - Franc Comtat. L'any 2017 tenia 399 habitants.

## Demografia
El 2007 tenia 417 habitants o 176 famílies i 236 habitatges.

## Economia
El 2007 la població en edat de treballar era de 262 persones. El 2007 hi havia disset entitats econòmiques, principalment de serveis de proximitat: transport, botigues, construcció, garatges… així com sis explotacions agrícoles (2000). El 2009 hi havia una escola elemental integrada dins d'un grup escolar.